# Sen no Rikyū
Sen no Rikyū (千利休?   1522 - 21 de abril de 1591, también conocido como Sen Rikyū) es considerado como la figura histórica de mayor influencia en la ceremonia del té japonesa, particularmente en la tradición wabi-cha. 

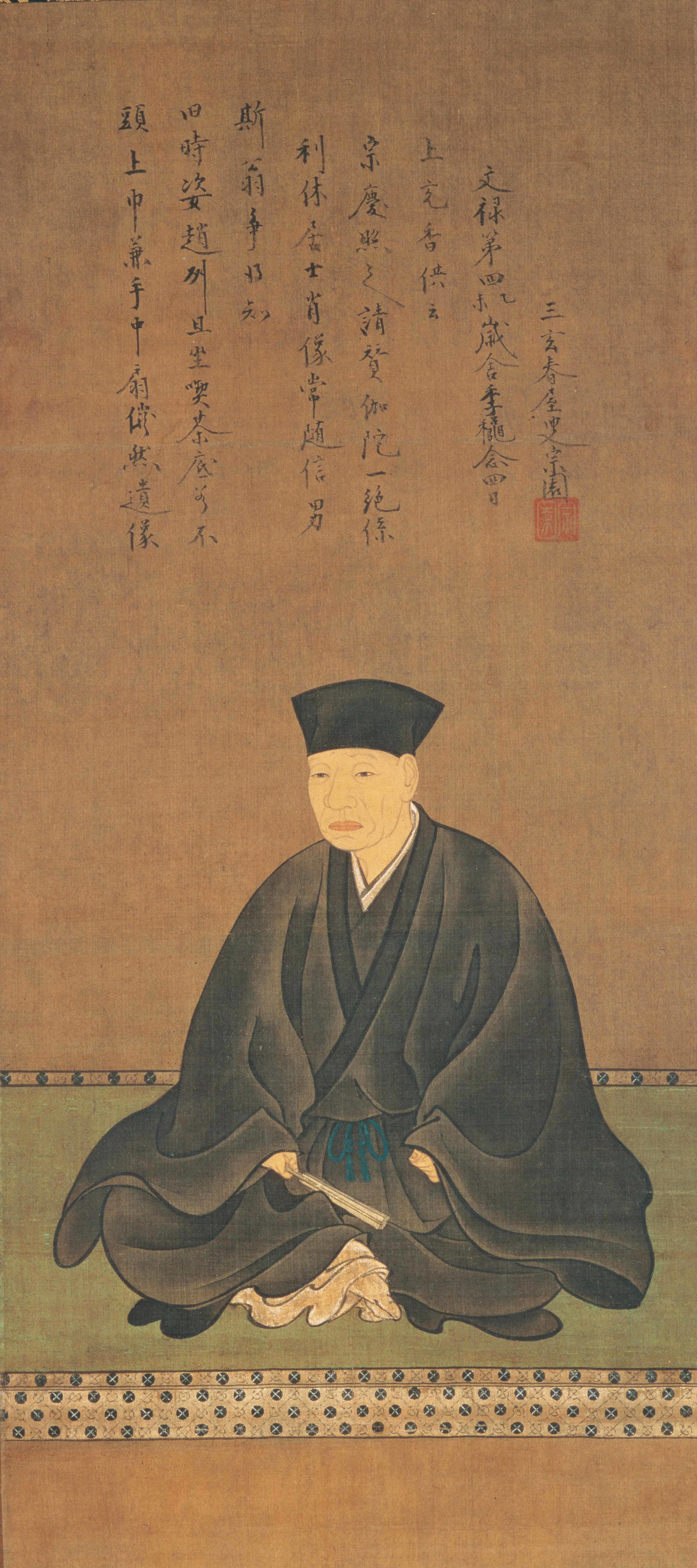
Sen no Rikyū por Hasegawa Tōhaku.

Rikyū nació en Sakai, Osaka y con el nombre de Yoshiro.
Rikyū es considerado como el fundador del san-Senke o las tres principales escuelas de la ceremonia del té: Urasenke, Omotesenke y Mushanokōjisenke.
También estuvo muy interesado en los suiseki o piedras paisaje, consolidando precisamente la costumbre de exponer un suiseki en el tokonoma durante la ceremonia del té, colocando una piedra sencilla sobre una bandeja negra de borde alto, en el centro de dicho tokonoma, justo debajo del kakemono (cartel alargado, de papel o seda, en posición vertical).

## Primeros años
Siendo joven, Rikyū estudió las artes del té bajo la tutela de Kitamuki Dochin, y recibió el nombre de Sōeki del sacerdote Dairin Soto del templo Nanshuji en Sakai. A la edad de 19 años comenzó a estudiar bajo la tutela de Takeno Jōō, a quien se le relaciona con el desarrollo de la parte estética del wabi.

## Años posteriores
A la edad de 58 años se convirtió en el maestro de té de Oda Nobunaga y, posterior a su muerte, al lado de Toyotomi Hideyoshi. En 1585, mientras presidía una ceremonia que Hideyoshi preparó para el Emperador Ogimachi, el emperador le confirió el nombre budista de  Kōji.

## Muerte
Aunque Rikyū había sido uno de los confidentes más cercanos de Hideyoshi, debido a diferencias cruciales de opinión y porque era demasiado independiente, Hideyoshi le ordenó que cometiera seppuku, el suicidio ritual, lo cual cumplió el 28 de febrero de 1591 a la edad de 70 años.
Las últimas palabras de Rikyū las escribió en un poema de despedida,  y fueron en verso y dirigidas a la daga con la que se quitó la vida:

«Bienvenido a ti
¡Oh espada de la eternidad!
A través de Buda

y a través de Daruma también

has abierto tu camino''».

La tumba de Rikyū está ubicada en el templo Jukoin en Kioto. Su nombre póstumo budista es Fushin'an Rikyu Soeki Koji.